# 革叶荛花
革叶荛花（学名：Wikstroemia scytophylla）为瑞香科荛花属下的一个种。

## 扩展阅读
- 維基物種上的相關：革叶荛花